# اوتمارشن
اوتمارشن (به آلمانی: Hamburg-Othmarschen) یک منطقهٔ مسکونی در آلمان است که در التونا، هامبورگ واقع شده‌است. اوتمارشن ۱۲٬۱۶۹ نفر جمعیت دارد.